# Globia
Globia is een geslacht van vlinders van de familie uilen (Noctuidae).

## Soorten
- G. algae

Moerasplantenboorder (Esper, 1789)
- G. sparganii

Egelskopboorder Esper, 1790